# Фрэнсис, Коулмен
Ко́улмен Фрэ́нсис (англ. Coleman Francis; 24 января 1919, Грир, Оклахома — 15 января 1973, Голливуд, Калифорния) — американский актёр кино и телевидения, менее известен как режиссёр, сценарист, продюсер и монтажёр.

## Биография
Коулмен Си. Фрэнсис родился 24 января 1919 года в округе Грир (штат Оклахома, США). Отца звали Уильям Флорин Фрэнсис, мать — Сития Энн Фрэнсис (до брака — Эстес), всего у пары было восемь детей. Во время Великой депрессии семья перебралась в Техас. В конце 1940-х годов Фрэнсис переехал в Голливуд, рассчитывая начать карьеру киноактёра. Действительно, с 1950 года он начал играть в кинофильмах, с 1955 года — в телесериалах, однако все его роли были эпизодическими, зачастую даже без указания в титрах. С 1961 года Фрэнсис начал работать как режиссёр, сценарист и продюсер, но никакого успеха в этой сфере не добился. Вот что об этом говорит актёр Кевин Мёрфи в комедийном телесериале «Таинственный театр 3000 года»: «… он использует тупые инструменты, как тупые инструменты. Его основные темы — смерть, ненависть, смерть, боль и смерть. Он похож на Кудрявого Говарда, одержимого демонами из ада. Он попытался выдать озеро Мид за Карибское море. Его фильмы имеют моральный компас Дэвида Берковица…» Обозреватель Flavorwire написал так: «… Эд Вуд был худшим режиссёром всех времён? Нет, Вуд был Орсоном Уэллсом по сравнению с Коулменом Фрэнсисом, давно забытым малобюджетным auteur…»
Коулмен Фрэнсис умер 15 января 1973 года в Голливуде. Официальной причиной смерти указан атеросклероз. Однако, по словам продюсера Энтони Кардозы, тело актёра было найдено в багажнике универсала на рынке «Ранчо» на Вайн-стрит (Голливуд), на голове у него был пластиковый пакет, вокруг горла обвивалась трубка. Похоронен на Вествудском кладбище в Лос-Анджелесе.
Личная жизнь
Коулмен был женат на малоизвестной киноактрисе Барбаре Фрэнсис. Два их сына, Алан и Рональд стали малоизвестными киноактёрами.

## Избранная фильмография

### Актёр на широком экране
В титрах указан
- 1952 — Девушка в белом[англ.] / The Girl in White — санитар
- 1958 — Засада на улице наркоты[англ.] / Stakeout on Dope Street — детектив
- 1959 — Банда Ти-Бёрда[англ.] / T-Bird Gang — капитан Р. М. Прелл
- 1965 — Мотопсихи / Motorpsycho — Гарри Боннер
- 1966 — Ночной поезд в Мундо[англ.] / Red Zone Cuba — Гриффин / рассказчик
- 1967 — Огромный Голливуд[англ.] / Mondo Hollywood — в роли самого себя (повествование в выпуске новостей)
- 1970 — За пределами долины кукол / Beyond the Valley of the Dolls — толстый пьяница

В титрах не указан
- 1950 — Татуированная незнакомка[англ.] / The Tattooed Stranger — каменотёс
- 1952 — Алый ангел[англ.] / Scarlet Angel — матрос
- 1954 — Убийцы из космоса / Killers from Space — сотрудник электростанции, отвечающий на телефон
- 1955 — Этот остров Земля / This Island Earth — курьер-доставщик
- 1958 — Сумерки для богов[англ.] / Twilight for the Gods — член экипажа
- 1960 — С террасы[англ.] / From the Terrace — офисный работник
- 1960 — Симаррон / Cimarron — мистер Гир
- 1961 — Чудовище из долины Юкка / The Beast of Yucca Flats — рассказчик за кадром / служащий АЗС / мужчина, покупающий газету[13]
- 1963 — Парашютисты[англ.] / The Skydivers — зритель / бандит на самолёте
- 1964 — Безумные убийцы[англ.] / The Thrill Killers — рассказчик
- 1968 — Пи Джей[англ.] / P.J. — рабочий фабрики

### Актёр телевидения
- 1955 — Коммандос Коди: Небесный маршал Вселенной[англ.] / Commando Cody: Sky Marshal of the Universe — охранник (в 2 эпизодах; в титрах не указан)
- 1955—1957 — Сержант Престон из Юкона[англ.] / Sergeant Preston of the Yukon — разные роли (в 4 эпизодах)
- 1959 — Дорожный патруль[англ.] / Highway Patrol — приспешник (в эпизоде Cargo Hijack)
- 1960 — Территория Надгробных Плит[англ.] / Tombstone Territory — Бёрт Грейвс (в эпизоде The Lady Lawyer)
- 1960 — Отряд М[англ.] / M Squad — движущийся мужчина (в эпизоде Diary of a Bomber)
- 1961 — Истории Уэллс-Фарго[англ.] / Tales of Wells Fargo — мужчина (в эпизоде The Dodger[англ.])

### Прочие работы
- 1961 — Чудовище из долины Юкка / The Beast of Yucca Flats — продюсер, сценарист, режиссёр и монтажёр[14]
- 1963 — Парашютисты[англ.] / The Skydivers — сценарист и режиссёр
- 1966 — Ночной поезд в Мундо[англ.] / Red Zone Cuba — продюсер (в титрах не указан), сценарист и режиссёр[14]

- Фото 1934 года
- Фото 1950-х годов